# Елијас Канети
Елијас Канети (буг. Елиас Канети; Русе, 25. јул 1905 — Цирих, 14. август 1994), био је немачки књижевник, сефардског порекла, рођен у Бугарској. Добитник је Нобелове награде за књижевност 1981.
Студирао је у хемију у Бечу, где је живео до 1938. После је живео у Енглеској, а од 1970-их у Швајцарској.
Најпознатија дела су му роман „Заслепљеност“ (Die Blendung) и студија „Маса и моћ“ (Masse und Macht).

## Дела
- Komödie der Eitelkeit 1934 (The Comedy of Vanity)
- Die Blendung 1935 (Auto-da-Fé, novel, tr.  by Cicely Wedgwood (Jonathan Cape, Ltd., 1946). The first American edition of Wedgwood's translation was titled The Tower of Babel (Alfred A. Knopf, 1947).
- Die Befristeten 1956 (Their Days are Numbered)
- Masse und Macht 1960 (Crowds and Power, study, tr. 1962, published in Hamburg)
- Aufzeichnungen 1942 – 1948 (1965) (Sketches)
- Die Stimmen von Marrakesch 1968 published by Hanser in Munich (The Voices of Marrakesh, travelogue, tr. 1978)
- Der andere Prozess 1969 Kafkas Briefe an Felice (Kafka's Other Trial, tr. 1974).
- Hitler nach Speer (Essay)
- Die Provinz des Menschen Aufzeichnungen 1942 – 1972 (The Human Province, tr. 1978)
- Der Ohrenzeuge. Fünfzig Charaktere 1974 ("Ear Witness: Fifty Characters", tr. 1979).
- Das Gewissen der Worte 1975. Essays (The Conscience of Words)
- Die Gerettete Zunge 1977 (The Tongue Set Free, memoir, tr. 1979 by Joachim Neugroschel)
- Die Fackel im Ohr 1980 Lebensgeschichte 1921 – 1931 (The Torch in My Ear, memoir, tr. 1982)
- Das Augenspiel 1985 Lebensgeschichte 1931 – 1937 (The Play of the Eyes, memoir, tr. 1990)
- Das Geheimherz der Uhr: Aufzeichnungen 1987 (The Secret Heart of the Clock, tr. 1989)
- Die Fliegenpein (The Agony of Flies, 1992)
- Nachträge aus Hampstead (Notes from Hampstead, 1994)
- The Voices of Marrakesh (published posthumously, Arion Press, 2001, with photographs by Karl Bissinger and etchings by William T. Wiley )
- Party im Blitz; Die englischen Jahre 2003.
- Aufzeichnungen für Marie-Louise, постхумно, 2005.